# Ključ bez prava peredači
Ključ bez prava peredači (in russo Ключ без права передачи?) è un film del 1977 diretto da Dinara Asanova.

## Trama
La professoressa di liceo Marina Maksimova, madre del piccolo Anton di quattro anni, ospita in casa propria l'allieva Julja Bajuškina ed i suoi compagni di classe per la festa del diciassettesimo compleanno della ragazza. Klavdija, per essere presente alla festa, si è sottratta ad una celebrazione casalinga che i suoi genitori avevano preparato, senza peraltro consultarla; ella porta alla festa un registratore a cassette che le era appena stato regalato per l'occasione, e sul quale vengono incisi discorsi e altri interscambi audio avvenuti durante il raduno celebrativo.
La madre di Julja, allarmata dal comportamento che giudica irrispettoso della figlia, che manifesta una crescente indipendenza – evidentemente dovuta all'età - nei suoi confronti (consistente prima di tutto nell'essersi rifiutata di partecipare al compleanno da lei organizzato), ottiene un colloquio con Kirill Alekseevič, il nuovo direttore della scuola che la giovane frequenta, ed al colloquio porta anche il registratore, con relativa memoria, di modo che il corpo insegnante possa rendersi conto di quanto sia avvenuto alla festa.
Prima che il registratore, posto nell'ufficio di Kirill Alekseevič, venga recuperato, o sottratto, secondo i punti di vista, dai compagni di classe di Julja, gli altri insegnanti della ragazza, udito il contenuto della registrazione, nel quale i ragazzi parlano liberamente delle proprie esperienze con i professori, si sentono sminuiti nel loro ruolo, come se la loro autorità quasi sacrale di insegnanti, come tali sollevati a priori da ogni tipo di critica, venisse messa in dubbio. In un colloquio finale fra il direttore Kirill e la professoressa Marina Maksimova, alla quale si riconosce la capacità di avere accesso privilegiato ai suoi studenti, come possedesse, da sola, la chiave ai loro cuori, ogni dubbio, in nome del diritto alla libera espressione, viene messo giustamente a tacere.   